# Chris Philp
Pour les articles homonymes, voir Philp.
Christopher Philp, dit Chris Philp, né le 6 juillet 1976 à West Wickham (Grand Londres), est un homme politique britannique, membre du Parti conservateur et député de South Croydon depuis 2015.
En août 2019, il est nommé secrétaire parlementaire privé du chancelier de l'Échiquier, puis en septembre, sous-secrétaire d'État parlementaire du ministère de la Justice. En septembre 2022, il devient secrétaire en chef du Trésor, puis en octobre 2022, ministre au Bureau du Cabinet et Paymaster General. Avant sa carrière politique, il est homme d'affaires.

## Jeunesse
Il est élevé à West Wickham, près de la frontière de Bromley et Croydon, où sa mère, Edna Mynott est institutrice et son père, le Dr Brian Philp est archéologue. Philp fait ses études dans une école primaire d'État à West Wickham, à la St Olave's Grammar School à Orpington, puis à l'University College d'Oxford, où il obtient un baccalauréat de première classe en physique.
En 1996, il est rédacteur en chef du journal étudiant de l'université d'Oxford, Cherwell.

## Carrière dans les affaires
Il travaille pour McKinsey & Company conseillant les sociétés du FTSE 100 avant de cofonder l'entreprise de distribution Blueheath Holdings, en 2000. La société passe de zéro à 70 millions de livres sterling de chiffre d'affaires en quatre ans et est introduite sur l'AIM avant de fusionner avec Booker Cash & Carry en tant que membre du groupe Booker dans un accord de 375 millions de livres sterling,,.
Il s'associe à Sam Gyimah, un député conservateur de 2010, pour fonder Clearstone Training and Recruitment Limited, un fournisseur de formation sur les poids lourds qui vend ses actifs à RCaptial en 2007.
Il fonde également le prêteur en développement immobilier Pluto Finance (UK) LLP, qui est enregistré au Royaume-Uni et l'association caritative Next Big Thing, un concours de plans d'affaires pour les adolescents des cités qui est finalement remis à The Mercers 'Company.
Il est élu Entrepreneur émergent de l'année à Londres par Ernst & Young et The Times en 2003, ainsi qu'Entrepreneur du futur de la CBI en 2005 et classé parmi les 50 meilleurs entrepreneurs du Royaume-Uni par startups.co.uk.

## Carrière politique
Il est président du groupe Bow, un groupe de réflexion du Parti conservateur, de 2004 à 2005. Il bat le leader travailliste du Conseil de Camden pour devenir conseiller dans le quartier Gospel Oak de Camden en mai 2006 avec un swing de plus de 10%. Il est le premier conservateur à remporter le quartier depuis plus de 20 ans.
Aux Élections générales britanniques de 2010 il est le candidat conservateur pour Hampstead et Kilburn, perdant par 42 voix contre la travailliste sortante Glenda Jackson, améliorant le score conservateur par rapport à la précédente élection,.
Le livre de Philp Conservative Revival: Blueprint for a Better Britain est publié en collaboration avec le Bow Group et co-écrit par 10 députés conservateurs, ou des candidats récents dans la trentaine. Le livre est une contribution importante à la modernisation du Parti conservateur, avec une préface écrite par David Cameron, alors chef de l'opposition. Philp est également l'auteur de "Work for the Dole: A proposition to fix social dependency", publié par The Taxpayers 'Alliance en septembre 2013. Son rapport appelle à une participation obligatoire au travail communautaire et à la formation en échange du paiement des prestations sociales.
En novembre 2013, il est choisi pour être le candidat conservateur pour Croydon-Sud, où le député conservateur Richard Ottaway prend sa retraite lors des élections générales suivantes. Le 8 mai 2015, il est élu député de Croydon-Sud, avec une majorité de plus de 17 000 voix; le plus élevé atteint dans la circonscription depuis plus de 20 ans.
Peu de temps après avoir été élu au Parlement, Philp devient le premier des candidats conservateurs de 2015 à être élu par d'autres députés au comité influent du Trésor.
Il critique fortement la propriété de Southern Rail par Govia Thameslink Railway, dont il qualifie la performance d'"épouvantable". Il appelle le gouvernement à prendre le contrôle de la franchise Southern Rail avec un soutien multipartite pour mettre fin aux différends entre Southern Rail et la RMT Union. Il propose un projet de loi d'initiative parlementaire interdisant les grèves «déraisonnables» et «dommageables» sur les services essentiels, notamment les trains.
Il écrit "Restoring Responsible Ownership", un rapport sur les règles de l'entreprise qui recommande un plus grand contrôle des actionnaires sur les nominations et les rémunérations des administrateurs.
Il est opposé au Brexit avant le référendum européen de 2016. Il déclare publiquement son soutien aux lycées, déclarant que «les lycées se sont révélés être un excellent moyen d'aider les enfants issus de milieux plus pauvres à réaliser leur plein potentiel».
En 2017, il publie son rapport "Homes for Everyone", qui appelle à des changements radicaux de la politique du logement pour améliorer l'accession à la propriété. Le directeur du Center for Policy Studies décrit le rapport comme «contenant de nombreuses idées qui méritent un examen sérieux si nous voulons faire de l'accession à la propriété la norme pour les jeunes».
À la suite de l'élection générale de 2017, Philp est nommé secrétaire privé parlementaire (PPS) des ministres du Trésor. Philp est nommé PPS de Sajid Javid alors secrétaire d'État au ministère du Logement, des Collectivités et des Gouvernements locaux, le 22 janvier 2018 De décembre 2018 à mai 2019, il est vice-président du Parti conservateur.
En août 2019, il est nommé PPS de Sajid Javid, chancelier de l'Échiquier. Il soutient Javid lors des élections à la direction du Parti conservateur en 2019,. En septembre, il est nommé sous-secrétaire d'État parlementaire du ministère de la Justice. Il démissionne le 7 juillet 2022, à la suite d'une vague de démissions au sein du Cabinet de Boris Johnson.

## Vie privée
Philp épouse Elizabeth en 2009. Leurs jumeaux sont nés prématurément en avril 2013 et passent une longue période en soins intensifs après leur naissance.